# Castellammare del Golfo
Castellammare del Golfo is een stad en een gemeente in de Italiaanse provincie Trapani (regio Sicilië) en telt 14.811 inwoners (31-12-2004). De oppervlakte bedraagt 127,2 km², de bevolkingsdichtheid is 116 inwoners per km². De naam van de Golf van Castellammare is ontleend aan de stadsnaam.
De volgende frazioni maken deel uit van de gemeente: Scopello, Balata di Baida.
|  |

## Demografie
Castellammare del Golfo telt ongeveer 5928 huishoudens. Het aantal inwoners steeg in de periode 1991-2001 met 7,8% volgens cijfers uit de tienjaarlijkse volkstellingen van ISTAT.
| Jaar | Inwoneraantal |
| ---- | ------------- |
| 1991 | 13.515        |
| 2001 | 14.573        |

## Geografie
De gemeente ligt op ongeveer 26 m boven zeeniveau.
Castellammare del Golfo grenst aan de volgende gemeenten: Alcamo, Buseto Palizzolo, Calatafimi-Segesta, Custonaci, San Vito Lo Capo.

## Geboren
- Salvatore Maranzano (1886-1931), crimineel
- Joseph Bonanno (1905-2002), crimineel
- Piersanti Mattarella (1935-1980), politicus
- Emanuele Di Gregorio (1980), sprinter